# Högen (vid Stortervolandet, Pargas)
Högen är en ö i Finland. Den ligger i Skärgårdshavet och i kommunen Pargas i landskapet Egentliga Finland, i den sydvästra delen av landet. Ön ligger omkring 28 kilometer söder om Åbo och omkring 150 kilometer väster om Helsingfors.
Öns area är 3,9 hektar och dess största längd är 280 meter i sydöst-nordvästlig riktning. Ön höjer sig omkring 25 meter över havsytan. I omgivningarna runt Högen växer i huvudsak barrskog.